# Mini-Fastnet
Pour les articles homonymes, voir Fastnet.
Le Mini-Fastnet est une course à la voile pour les bateaux de la classe Mini. À l'instar de la Fastnet Race créée en 1925, elle impose de virer le Fastnet Rock situé à l'extrême sud de l'Irlande et qui sert depuis longtemps de point de parcours pour la course anglo-saxonne. En 2017, pour la 32e édition de la course française, un nouveau record a été établi en catégorie prototypes.
Les Mini 6.50 participent à cette course depuis 1984 et, organisée par le Winches-Club, au départ de Douarnenez depuis 2002. Pour cette épreuve, les équipages sont constitués de deux skippers. Elle figure parmi les parcours de qualification pour la Mini Transat 6.50. Pour beaucoup de jeunes skippers, cette épreuve est le premier contact avec la navigation au large. Virer le Fastnet et  rentrer au point de départ sans toucher terre est une forme de « passage » vers le monde de la course au large. Comme pour beaucoup de courses de la classe Mini, il y a deux classements distincts pour les prototypes et pour les bateaux de série.
La crise sanitaire provoque l'annulation de l'édition 2020 et la modification du parcours en 2021, avec direction vers le Sud et l’Estuaire de la Gironde, un circuit plus court (465 milles), mais dans les normes pour valider une course de 600 milles nécessaires aux marins.

## Parcours
- 1998, Estival Mini 98 : Dieppe - Trébeurden - Locmiquélic - Les Sables d'Olonne, 900 milles
- 2000 : pas de course
- De 2002 à 2006 : Douarnenez - Phare du Fastnet - Douarnenez, 700 milles
- 2007 : Course annulée
- De 2008 à 2019 : Douarnenez – Chenal du Four – Wolf Rock – Bouée Racon extrémité nord DST Est des Scilly – Bouée Stags – Phare du Fastnet – Douarnenez, environ 600 milles
- 2020 : édition annulée pour cause de pandémie de Covid-19
- 2021 : Douarnenez – Estuaire de la Gironde - Douarnenez, 465 milles, course réduite pour cause de météo et pandémie de Covid-19 en Irlande
- 2022 : Douarnenez – Chenal du Four – Wolf Rock – Bouée Racon extrémité nord DST Est des Scilly – Bouée Stags – Bouée de réduction – Douarnenez, environ 500 milles, course réduite pour cause de dégradations météo

## Organisateur
Depuis 1984 la course est organisée par le Winches-Club, association créée en 1983 et basée à Tréboul à Douarnenez ; Denis Hugues est directeur de course depuis 2011.

## Palmarès (Prototypes)
- 1992 :  Catherine Chabaud / Thierry Fagnent - Paris Texas (Finot)
- 1993 :  Gwen Chapalain / Jean-Luc Nélias - Conserveurs Bretons (5 - Finot 1991), 600 milles, 19 participants
- 1994 : Christophe Ancellin /  Lionel Lemonchois - Le Poisson' (116 - Fauroux 1993), 600 milles, 6 participants
- 1995 :  Yvan Bourgnon / Marc Guessard - OMAPI (291 - Finot-Conq 1991), 700 milles, 10 participants
- 1996 :  Bernard Stamm /  Vincent Riou - Hôtel Albana (138 - Rolland 1995), 750 milles, 4 participants
- 1997 :  Pascal Fievet / François Lamiot - Sofratherme (159 - Finot-Conq 1993), 500 milles, 11 participants
- 1998, Estival Mini 98 (900 milles) : Claudio Gardossi / Marino Suban - TELITAL (154 - Rolland 1995), 11 participants
- 1999 : Peter Heppel / Andrew Cape - Reality (196 - Finot-Conq 1997), 740 milles, 22 participants
- 2000 : pas de course
- 2001 :  Karen Leibovici / Sébastien Magnen - Karen Liquid’ (198 - Magnen 1997), 700 milles, 30 participants
- 2002 : Basile Laurent / François Robert - BONOBO (159 - Finot-Conq 1993), 700 milles, 26 participants
- 2003 :  Samuel Manuard / Yannick Cano - Grau du Roi - Port Camargue  (433 - Manuard 2003), 700 milles, 51 participants
- 2004 :  Erwan Le Roux / François Lamiot - Eole/Étoile de mer (151 - Finot-Conq 1995) en 4 j 05 h 57 min 45 s (700 milles), 44 participants
- 2005 :  Corentin Douguet / Samuel Manuard - E.LECLERC-BOUYGUES TELECOM (433 - Manuard 2003), 700 milles, 44 participants
- 2006 :  Didier Le Vourch / Aloys Claquin - Vecteur Plus (265 - Magnen-Nivelt 1999) en 5 j 01 h 24 min 58 s (700 milles), 45 participants
- 2007 : Course annulée
- 2008 :  Thomas Ruyant / Yann Riou - Faber France (667 - Finot-Conq 2007), 600 milles, 31 participants
- 2009 :  Stéphane Le Diraison / Yann Riou - Cultisol (679 - Manuard 2007) en 4 j 02 h 16 min 13 s (600 milles), 32 participants
- 2010 :  Guillaume Le Brec / Yann Riou - Eva Luna (667 - Finot-Conq 2007) en 3 j 15 h 51 min 10 s (600 milles), 31 participants
- 2011 :  Nicolas Boidevizi / Laurent Bourgues - DEFI GDE (719 - Bertrand 2008) en 2 j 06 h 56 min 12 s (600 milles), 28 participants
- 2012 :  Étienne Bertrand / Julien Pulvé - Chasseurs de Primes (802 - Bertrand 2011) en 2 j 13 h 16 min 24 s (600 milles), 19 participants
- 2013 :  Gwénolé Gahinet / Grégoire Mouly - Watever - Nautipark (800 - Lombard 2011) en 3 j 21 h 47 min 49 s (600 milles), 27 participants
- 2014 :  Damien Audrain / Pierre Brasseur - EPC  - Rêves de clown (754 - Manuard 2009) en 4 j 12 h 50 min 30 s (600 milles), 13 participants
- 2015 :  Davy Beaudart / David Raison - Flexirub (865 - Raison 2014) en 3 j 19 h 55 min 16 s (600 milles), 28 participants
- 2016 :  Ian Lipinski / Sébastien Picault - Griffon.fr (865 - Raison 2014) en 3 j 13 h 03 min 08 s (600 milles), 10 participants
- 2017 :  Ian Lipinski / David Raison - Griffon.fr (865 - Raison 2014) en 3 j 08 h 52 min 19 s (600 milles), 26 participants[4]
- 2018 :  Axel Trehin / Frédéric Denis - Tartine cherche du Beurre (945 - Lombard 2018) en 3 j 14 h 09 min 12 s (600 milles), 18 participants[5]
- 2019 :  Axel Trehin / Thomas Coville - Cherche Partenaire (943 - Lombard 2018) en 3 j 04 h 58 min 26 s (600 milles), 25 participants
- 2020 : édition annulée pour cause de pandémie de Covid-19
- 2021 :  Tanguy Bouroullec / Guillaume L’Hostis - Pogo Foiler - Chaffoil (969 - Verdier 2019) en 3 j 15 h 25 min 05 s (600 milles), 20 participants[6]
- 2022 :  Victor Mathieu / François Jambou - Univers 650 (967 - Raison) en 5 j 19 h 20 min 07 s (600 milles), 19 participants[7]
- 2023 :  Manera Pascual /  Federico Norman - Xucla (1081 - Manuard) en 7 j 6 h 4 min 28 s
- 2024 :  Alexandre Demange /  Benoit Mariette - DMG Mori Sailing Academy 2 (1048 - Raison - 2022) en 3 j 16 h 47 min 33 s, 32 participants

## Palmarès (Séries)
- 1992 : Hervé Gourdon / Jean Ducournau - L'intrigue (Coco)
- 1993 : Hervé Gourdon / Florence Vaysse - L'intrigue (31 - Harle Coco 1985), 600 milles, 8 participants
- 1994 : Loïc Guyader / Jean-François Marchand - Sofresid Ouest Montavel (67 - Harle Coco 1990), 600 milles, 5 participants
- 1995 :  Eric Vautrin / Frédéric Boujean - Noix de Coco (130 - Harle Coco 1992), 700 milles, 3 participants
- 1996 : Bernard Blavier / Éric Vassard - Sauternes (40 - Harle Coco), 750 milles, 1 participant
- 1997 :  Michel Mirabel / Erwan Grouhel - Gwalarn (168 - Rolland Pogo 1997), 500 milles, 7 participants
- 1998, Estival Mini 98 (900 milles) : Denis Bourbigot / François Pont - PIKES (167 - Rolland Pogo 1996), 4 participants
- 1999 : Frédéric Duval / Dominique Conin Popin La Maitrise du Feu (250 - Rolland Pogo 1999), 740 milles, 17 participants
- 2000 : pas de course
- 2001 :  Rodolphe Jacq / Gildas Mahé - K&B Communication - Murphy&Nye (262 - Rolland Pogo 1999) en 5 j 5 h 07 min 23 s (700 milles), 31 participants[8]
- 2002 :  Lionel Rubio de Teran / Nicolas Bunoust - SEMELLE DE VENT (269 - Rolland Pogo 1999) en 4 j 06 h 28 min (700 milles), 25 participants
- 2003 :  Fabrice Guillerm / Gaël Le Cléach - Rault Le Service Alimentaire (168 - Rolland Pogo 1997), 700 milles, 33 participants
- 2004 :  Peter Laureyssens / Peter de Smedt - BASE CAMP (438 - Finot Pogo2 2003) en 4 j 10 h 37 min 38 s (700 milles), 41 participants
- 2005 :  Peter Laureyssens / Peter de Smedt - BASE CAMP (438 - Finot Pogo2 2003) en 4 j 18 h 04 min 47 s (700 milles), 40 participants
- 2006 :  Aymeric Quérard /  Amir Arad - French Kiss (522 - Magnen Ginto 2004) en 5 j 13 h 53 min 45 s (700 milles), 53 participants[9]
- 2007 : course annulée pour cause de tempête
- 2008 :  Pierre-Yves Lautrou / Stevan' Urien - Altaïde Moovement (543 - Finot Pogo2 2005) en 2 j 23 h 07 min 47 s (Parcours sud vers la bouée BXA pour cause de météo), 39 participants
- 2009 :  Lionel Rubio de Teran / Nicolas Bunoust - Accent21.org (488 - Finot Pogo 2004) en 4 j 09 h 10 min 43 s (600 milles), 43 participants
- 2010 :  Xavier Macaire / Yves Ravot - Starter (472- Finot Pogo 2003) en 4 j 02 h 04 min 04 s (600 milles), 37 participants
- 2011 :  Kan Chuh /  Xavier Macaire - Vmax (472- Finot Pogo 2003) en 2 j 17 h 11 min 48 s (600 milles), 45 participants
- 2012 :  Justine Mettraux / Étienne David - Teamwork (824 - Nacira 6.50 2012) en 3 j 00 h 59 min 25 s (600 milles), 43 participants
- 2013 :  Ian Lipinski / Charlie Pinot - Pas de futur sans numérique (539 - Finot Pogo 2005) en 4 j 07 h 42 min 07 s (600 milles), 29 participants
- 2014 :  Damien Cloarec / Yannick Le Clech - www.damien-cloarec.fr (833 - Nacira 6.50 2012) en 4 j 16 h 37 min 09 s (600 milles), 21 participants
- 2015 :  Damien Cloarec / Paul Cloarec - Ici votre nom (833 - Nacira 6.50 2012) en 4 j 08 h 28 min 48 s (600 milles), 19 participants
- 2016 :  Davy Beaudart / Charly Fernbach - Le Fauffiffon Henaff (869 - Verdier Pogo 2014) en 3 j 17 h 26 min 20 s (600 milles), 47 participants
- 2017 :  Erwan Le Draoulec / Clarisse Crémer - Émile Henry (895 - Verdier Pogo 2015) en 3 j 19 h 39 min 00 s (600 milles), 36 participants[4]
- 2018 :  Ambrogio Beccaria /  Tanguy Le Turquais - Wanted Sponsor (943 - Verdier Pogo 2018) en 3 j 22 h 29 min 55 s (600 milles), 51 participants
- 2019 :  Ambrogio Beccaria / Alberto Riva - Géomag (943 - Verdier Pogo - 2018) en 3 j 18 h 27 min 38 s (600 milles), 54 participants
- 2020 : course annulée pour cause de pandémie de Covid-19
- 2021 :  Gaël Ledoux / Julien Pulvé - Haloflame/ilots.site (886 - Verdier Pogo - 2015) en 3 j 21 h 10 min 15 s (600 milles), 62 participants[10]
- 2022 :  Victoire Martinet / Nicolas d'Estais - Minion (1031 - Raison Maxi 650 - 2021) en 5 j 20 h 30 min 08 s (600 milles), 66 participants[7]
- 2023 :  Michaël Gendebien /  Quentin Riché - Barillec Marine - Actemium (921 - Verdier Pogo - 2016) en 7 j 7 h 15 min 11 s
- 2024 :  Quentin Mocudet /  Margaux CHANCEAULME - Ascodal / Saveurs & Délices (986 - Raison maxi 650 - 2019) en 3 j 20 h 3 min 30 s, 53 participants